# 羅希茲卡
48°14′53″N 29°26′20″E / 48.24806°N 29.43889°E
羅希茲卡（羅馬化：Rohizka）是烏克蘭的村落，位於該國西南部文尼察州，由海辛區負責管轄，始建於1778年，面積3.38平方公里，2001年人口1,168，人口密度每平方公里345.97人。